# Membracoidea
Membracoidea, nadporodica kukaca iz reda Hemiptera ili polukrilaca kojoj pripadaju dvije porodice, rogati cvrčci (Membracidae) i  (Cicadellidae).
Rogati cvrčci odlikuju se osobitim nadvratnjakom u obliku trna po čemu su i dobili ime rogati cvrčci. Po šumama su štetni jer ženka odlaže jaja ispod mlade kore. Poznatija vrsta je rogati cvrčak ili Stictocephala bisonia